# Cadiz City
Cadiz City ist die zweitgrößte Stadt in der Provinz Negros Occidental, auf den Philippinen. Laut der Volkszählung vom 1. August 2015 hat die Stadt eine Bevölkerung von 154.723 Einwohnern mit zunehmender Tendenz. Die Stadt liegt an der Mündung des Flusses Cadiz in die Visayas-See und 65 Kilometer nördlich der Provinzhauptstadt Bacolod City.
Eine andere Haupterwerbsquelle ist die Fischerei und der Verkauf von Meeresfrüchten. Drei Kilometer vor der Küste von Cadiz liegt die Insel Lakawon, eine beliebte Freizeitinsel der lokalen Bevölkerung.

## Sozioökonomische Bedingungen
Cadiz ist der führende Zuckerproduzent in der Region. Die Fischerei und das fischverarbeitende Gewerbe sind der Haupterwerb für die Bevölkerung an der Küste. 58 % (86.724 Menschen) in Cadiz leben vom Fischfang. Rund 17.014 Haushalte sind mittelbar oder unmittelbar vom Fischfang abhängig. In der Gemeinde befindet sich ein Campus der Philippine Normal University.